# Richard-Wagner-Haus (Riga)

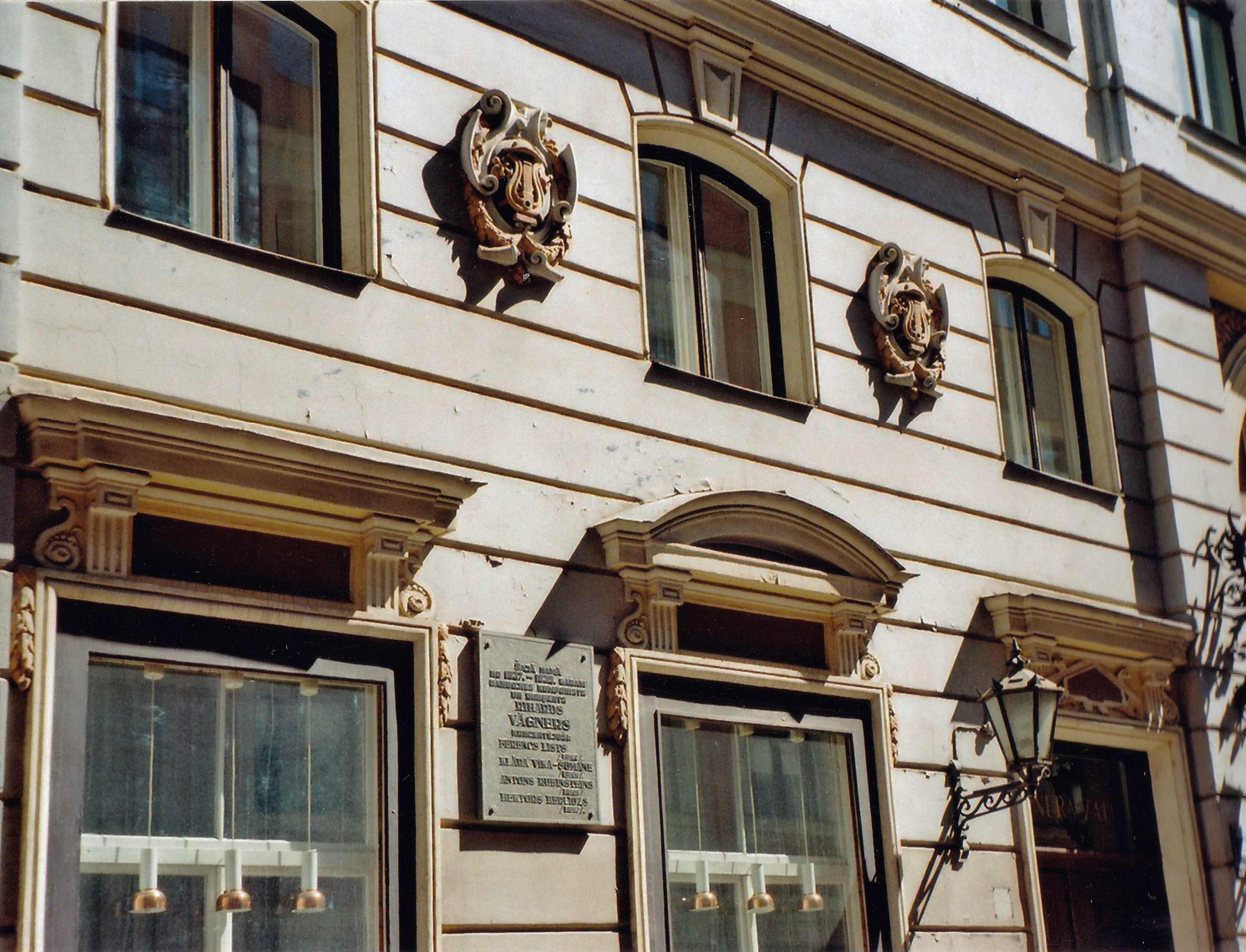
Das Wagner Haus in Riga (2009)

Das Richard-Wagner-Haus in Riga wurde 1780–1782 für das Deutsche Theater Riga errichtet. Hier wirkte 1837–1839 Richard Wagner als Kapellmeister des Theaterorchesters.Koordinaten: 56° 56′ 56,5″ N, 24° 6′ 37,1″ O

## Geschichte
Der Bau geht auf Initiative von Otto Hermann von Vietinghoff zurück, wegen seines Reichtums auch Kleinkönig von Livland genannt. Vietinghoff ließ 1780–1782 sein Stadthaus und ein Theater Seite an Seite errichten. Der Theaterbau wurde am 15. September 1782 mit einer Aufführung von Emilia Galotti und einem Ballett eröffnet.
Das Bauwerk hatte großen Einfluss auf Richard Wagner und diente ihm später als Vorbild für seine eigenes Haus, das 1876 eröffnete Bayreuther Festspielhaus. Insbesondere in Erinnerung geblieben seien dem Komponisten die ansteigende Anordnung der Sitzplätze, der abgedunkelte Zuschauerraum und der vertiefte Orchestergraben des Theaters.

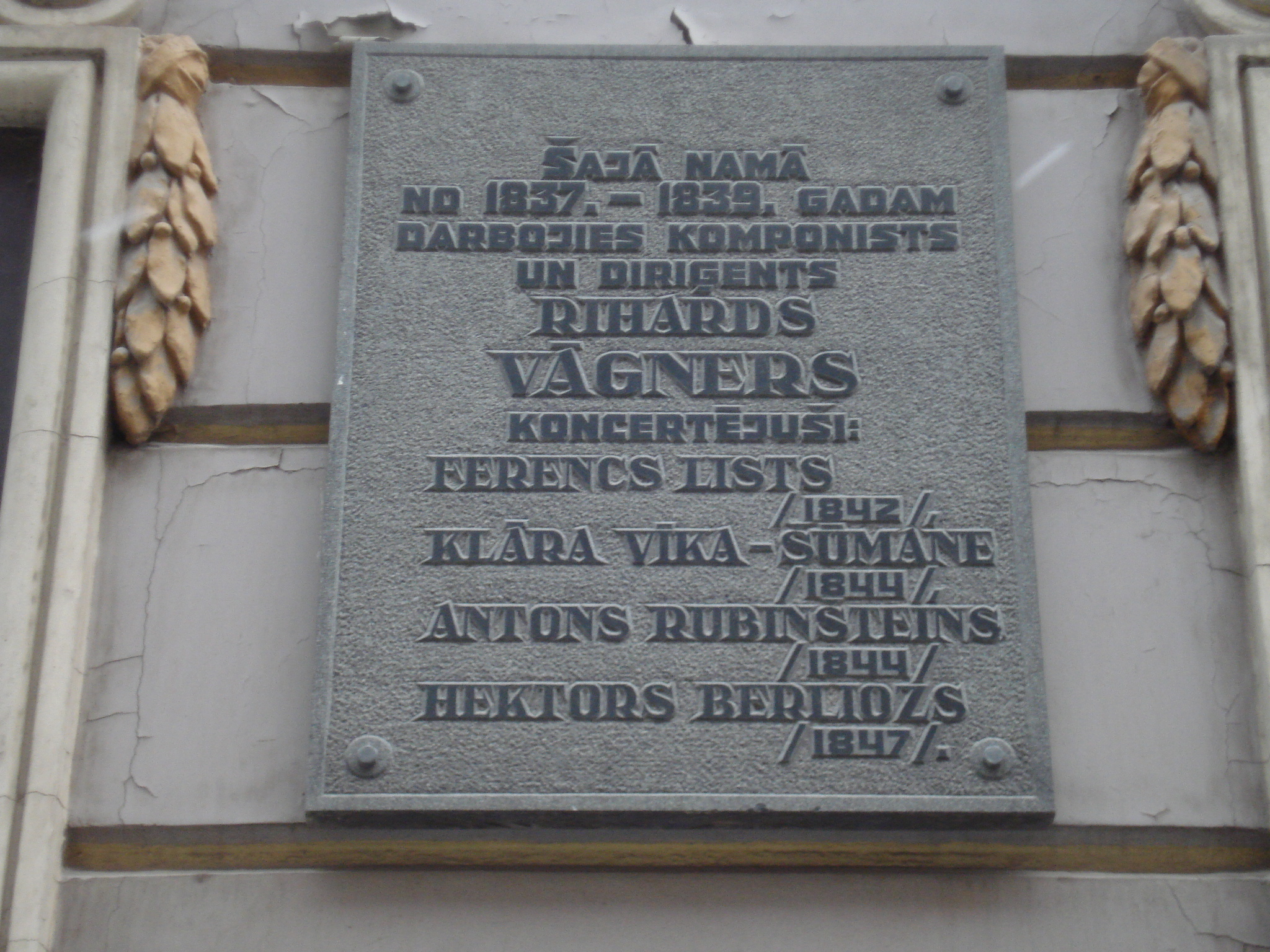
Gedenktafel am Wagner Haus

In den 1840er Jahren gastierten u. a. auch Franz Liszt, Clara Schumann und Hector Berlioz im Deutschen Theater.
Nach Umzug des Deutschen Theaters Anfang der 1860er Jahre in das Gebäude der heutigen Lettischen Nationaloper blieb das Gebäude ohne klare Nutzung. Zur Zeit der Lettischen SSR wurde in dem Haus der »Wagnersaal« als Konzertsaal für Kammermusik eingerichtet, auch eine Bibliothek, ein Tanzsaal und ein Musikklub.
Derzeit soll das Gebäude restauriert werden und ein Kulturzentrum entstehen. Der Konzertsaal soll wieder hergerichtet werden. Der Deutsche Bundestag hat dafür 5,2 Mio. Euro bewilligt. Auch die Familie Wagner in Bayreuth unterstützt das Vorhaben.

## Gebäude
Das Haus wurde nach Plänen von Christoph Haberland zwischen der damaligen Stadtmauer (später – Wallstraße oder Valnu-Straße) und der Königsstraße (heute: Riharda Vāgnera iela 4  – Richard-Wagner-Straße) direkt an der Mauer der Stadtbefestigung errichtet. Der Bau enthielt im unteren Stockwerk die Bühne, im Zwischengeschoss die Garderobe, im oberen Stockwerk einen Saal und einige kleinere Gesellschaftszimmer. Der Konzertsaal hatte drei Ebenen, darunter einen Balkon und eine Galerie. Nach verschiedenen Quellen gab es jedoch 500–600 Sitzplätze im Saal. Der Theatersaal ist im Laufe der Jahre in kleinere Räume aufgeteilt worden.